# (38586) 1999 XW70
1999 XW70 (asteroide 38586) é um asteroide da cintura principal. Possui uma excentricidade de 0.09632760 e uma inclinação de 9.70698º.
Este asteroide foi descoberto no dia 7 de dezembro de 1999 por LINEAR em Socorro.